# See am Kleihügel

Blick von Westen auf den See im Hochsommer

Hinweistafel. Die etwas veraltete Karte zeigt noch drei Inseln im Kleihügelsee. Der Badestrand ist im Gegensatz zur tatsächlichen Situation hier nur für das Nordufer des Sees ausgewiesen

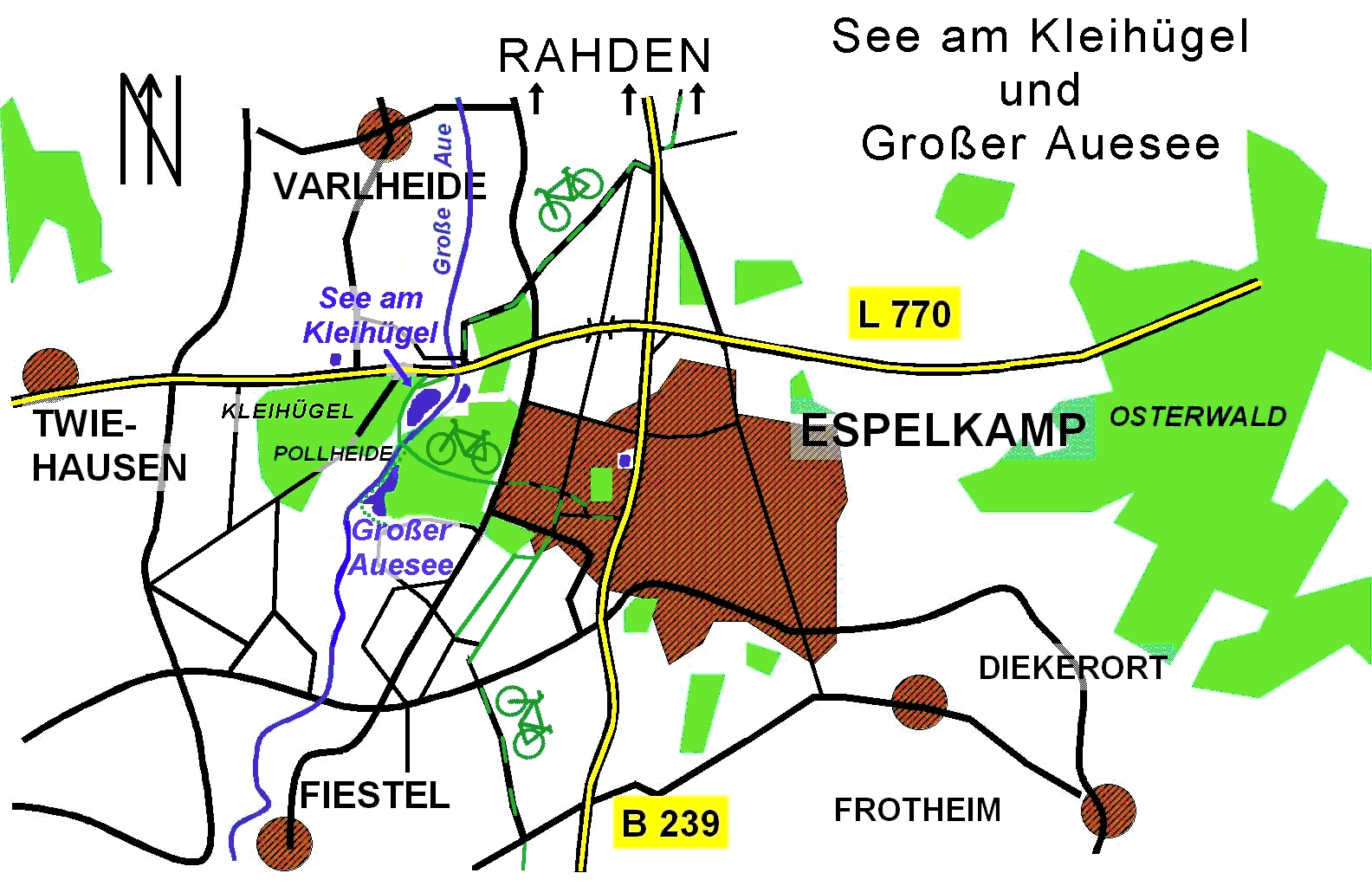
Lage der beiden Seen

Der See am Kleihügel, auch Kleihügelsee, ist der nördlichere von zwei Seen in der ostwestfälischen Stadt Espelkamp in Nordrhein-Westfalen, die westlich der Kernstadt in der Flussaue des Flüsschens Große Aue liegen. Die Seen wurden zum Zweck der Naherholung angelegt und befinden sich landseits der Flussdeiche. Südlich des Sees liegt das Naturschutzgebiet Große Aue-See mit dem Großen Auesee. Weiter südlich gibt es einen weiteren See, es handelt sich um eine sackartige Erweiterung der Großen Aue und wird Auebucht genannt.

## Lage, Entstehung und Nutzung
400 m flussabwärts vom Großen Auesee beginnt links des Flusses der See am Kleihügel, 415 m lang und 100–170 m breit. Der tiefste Punkt des Sees befindet sich in südöstlicher Lage und wurde auf 5,75 m bemessen. Seine Wasserfläche umfasst 5,6 Hektar, und er wird ausschließlich durch Grundwasser gespeist. Der Wasserpegel des Sees wird durch einen Schütz am Ablauf in die Große Aue geregelt. Er gehört nicht zum Naturschutzgebiet Große Aue-See. Im südlichen Teil des Kleihügelsees liegt eine rund 2000 m² große Insel. Auf ihr stehen drei große Ahornbäume in Reihe nebeneinander, die offensichtlich älter als 30 Jahre und damit älter als der See sind. Der Rest der Insel ist mit dichter Vegetation bestanden (Schilf, hohes Gras, Buschwerk usw.). Lediglich vom Westufer der Insel führt ein Pfad zu dem Baumbestand in der Inselmitte.
Die in älteren Karten oft dargestellten weiteren und kleineren Inseln im See sind heute nicht mehr vorhanden.
Aufgrund der vielen Buchten und Landzungen ist die Uferlänge des Sees mit rund 1.250 Metern recht lang. Hinzu kommt noch rund 150 Meter Ufer der genannten Insel.
Im Besitz der Stadt Espelkamp stehend, dient er den Einwohnern der Stadt und der Nachbarstädte Rahden (4 km entfernt) und Lübbecke (8 km) als Badesee – er ist der einzige Badesee des Altkreises Lübbecke. Attraktiv ist der See auch, da hier das Baden, im Gegensatz zu den anderen drei Badeseen im Kreis Minden-Lübbecke, kostenfrei ist. Allerdings fehlt eine Badeaufsicht. Die Serviceinfrastruktur beschränkt sich auf einige Abfalleimer und ein WC-Häuschen am Westufer. Entlang des See-Rundwanderwegs stehen zahlreiche Parkbänke. Die als Liegewiese zu nutzende Grasflächen zwischen See und Rundwanderweg umfassen rund 3 Hektar.
Der Badesee von Espelkamp ist mittels eines Fuß- und Radweg auf einem Steg nahe dem Südende sowie vom Parkplatz an der L 770 aus zu erreichen.

## Trivia
Obschon der Kleihügelsee der größte und einzige Badesee im Altkreis Lübbecke ist, sind weder er noch der Große Auesee die größten Seen dieses Gebietes: Im Großen Torfmoor hat der zentral gelegene namenlose Moorsee eine zusammenhängende Gesamtwasserfläche von 9 Hektar.